# Grunnasundsholmen (Sveio)
Ne doit pas être confondu avec Grunnasundsholmen.
Grunnasundsholmen est une île norvégienne dans le landskap Sunnhordland du comté de Vestland. Il appartient administrativement à Sveio.

## Géographie
Rocheuse et couverte d'arbres, elle s'étend sur environ 133 m de longueur pour une largeur approximative de 75 m. 